# Società per l'amicizia tedesco-sovietica

Bandiera della DSF.

La società per l'amicizia tedesco-sovietica (in tedesco Gesellschaft für Deutsch-Sowjetische Freundschaft, DSF) fu un'organizzazione della Repubblica Democratica Tedesca volta a incoraggiare una cooperazione più stretta con l'Unione Sovietica. Nata per avvicinare i tedeschi alla cultura russa, divenne presto uno strumento di propaganda e nel 1989 contava 6,3 milioni di iscritti. 

## Storia
La DSF nacque il 30 giugno 1947 come Società per lo studio della cultura sovietica per poi cambiare nome il 2 luglio 1949, e rappresentò assieme alla Libera associazione dei sindacati tedeschi (FDGB) la seconda più grande organizzazione di massa nella RDT con circa 6 milioni di iscritti nel 1985. Essendo la più importante dal punto di vista politico e numerico, la DSF fu un membro della Lega per l'amicizia fra i popoli (Liga für Völkerfreundschaft) della RDT.
A settembre del 1950 fu aperto un ramo anche nella Repubblica Federale Tedesca con il I Congresso istitutivo a Hömberg, anche se tale associazione venne vietata solamente all'interno dei singoli stati federali.
A Berlino Ovest, la DSF rimase attiva come un'associazione basata sulle leggi degli Alleati fino al 1990, quando venne incorporata con la sezione orientale.

### Fine degli anni ottanta
Alla fine degli anni ottanta, i cittadini della RDT si unirono alla Società per l'amicizia tedesco-sovietica per sostenere la politica della glasnost e della perestrojka di Michail Gorbačëv e per condannare il governo della RDT. Dal momento che questa nuova politica sovietica era stata apertamente respinta dal Partito Socialista Unificato di Germania (SED) e dalla leadership dello stato, il DSF si ritrovò in una situazione ambigua. Il 16 novembre 1989 il presidente della DSF Erich Mückenberger annunciò le sue dimissioni in una lettera al Consiglio centrale. Nel corso di una riunione del Comitato centrale del 29 novembre 1989, si dimise anche il segretariato e un gruppo di dieci membri assunse temporaneamente la guida della società.
Il 27 gennaio 1990, fu convocato per la prima volta un congresso straordinario del DSF a Schwerin, durante il quale furono approvati i delegati per il mantenimento della DSF, un nuovo statuto e l'elezione di un comitato centrale ridotto con 33 membri e un presidente non iscritto al SED. Il nuovo presidente fu il pastore Cyrill Pech di Berlino-Marzahn. Le "Case dell'amicizia" utilizzate dalla società furono restituite ai Länder e ai comuni ed il numero degli iscritti calò a 20 000 nel novembre 1991. Tuttavia, nonostante le decisioni prese durante il congresso straordinario e le attività dei nuovi organismi, il processo di rinnovamento dell'intera società si rivelò difficoltoso e contraddittorio.
Dopo la riunificazione tedesca, continuò a lavorare come un'organizzazione registrata su base federale nelle nuove associazioni statali di Berlino, Brandeburgo, Meclemburgo-Pomerania Anteriore, Sassonia, Sassonia-Anhalt e Turingia.
Il 28 marzo 1992 la Società per l'amicizia tedesco-sovietica venne rinominata in Brücken nach dem Osten ("Ponti verso l'est") ma l'organizzazione fu sciolta definitivamente il 31 dicembre dello stesso anno, e una parte delle attività è stata trasferita alla fondazione West-Östliche Begegnungen ("Incontri Ovest-Oriente").

## Attività culturali

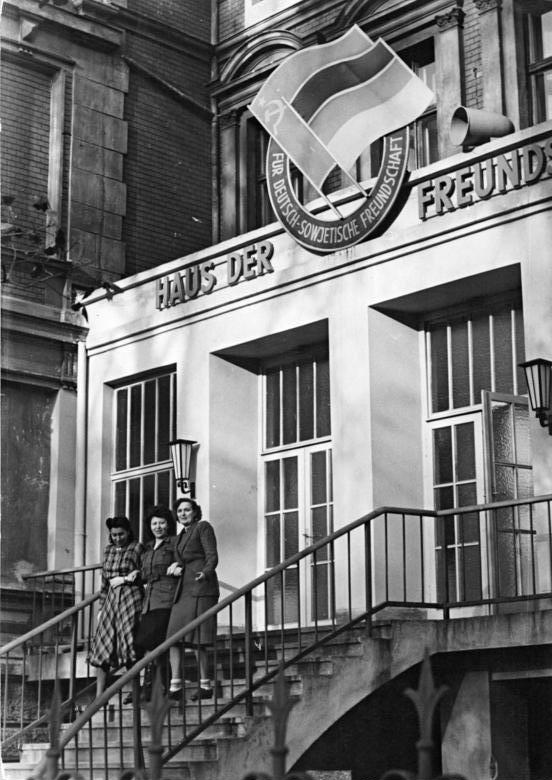
"Casa dell'amicizia" a Berlino-Treptow.

Oltre a svolgere attività politiche (in particolare quelle di agitazione e propaganda), la DSF organizzava attività culturali e sportive nelle città, nelle comunità e nelle scuole, che favorivano l'amicizia reciproca delle persone e lo scambio culturale di entrambi gli stati. Nel 1970 furono organizzati 394 000 eventi, aumentando nel 1988 a 1 161 262:
- Con il motto Von der Sowjetunion lernen, heißt siegen lernen ("Imparare dall'Unione Sovietica significa imparare a vincere"), per il III Congresso del 1951 furono organizzati viaggi di studio, corsi di lingua ed eventi culturali.
- Ogni anno a maggio veniva svolta la Woche der deutsch-sowjetischen Freundschaft, ovvero la settimana di amicizia tra RDT e URSS
- Insieme all'Organizzazione dei Pionieri Ernst Thälmann e la Libera gioventù tedesca, la DSF favorì le amicizie di penna tra bambini e adolescenti tedeschi e sovietici nelle scuole (in particolare durante le lezioni di russo)
- Con le cosiddette Freundschaftszügen ("amicizie annuali"), i bambini tedeschi trascorrevano l'estate nei campi estivi internazionali in Unione Sovietica.

Tuttavia, la maggior parte degli iscritti non era molto attivi e vi era scarsa partecipazione agli eventi della DSF, ma alcuni elementi della cultura lavorativa e della vita quotidiana dell'URSS influenzarono parzialmente la vita della RDT attraverso le attività della DSF.

### Premiazioni
La DSF consegnava dei premi durante degli eventi speciali, come ad esempio il "Distintivo d'onore della Società per l'amicizia tedesco-sovietica" in oro o argento assegnato agli iscritti in ogni settimana dell'amicizia tedesco-sovietica. Le organizzazioni conteali della DSF ricevevano il massimo onore dal Consiglio centrale e dai Consigli distrettuali o tramite menzioni speciali nel Libro onorario del consiglio distrettuale della DSF.

## Funzione politica
La DSF aveva il compito di promuovere l'amicizia e la cooperazione tra la RDT e l'Unione Sovietica, diffondere la conoscenza dell'URSS e instillare atteggiamenti socialisti e comunisti, in modo da poter ridurre il sentimento antisovietico nella popolazione. Il numero degli iscritti è passato da 3,5 milioni nel 1970 a 6,4 milioni nel 1988, un aumento dovuto alle forti pressioni del governo. Coloro che non volevano iscriversi dovevano giustificarlo e il non aderire veniva contestato dai funzionari di partito, dei sindacati e dai leader dello stato, anche se non aveva nessuna ricaduta sui cittadini. L'appartenenza alla DSF rappresentava un legame con il socialismo e con il "primo stato socialista" ed era richiesta in diversi contesti. Per esempio, gli operai, i contadini e gli impiegati delle brigate dovevano essere anche membri della DSF, altrimenti la loro brigata nella competizione socialista avrebbe avuto poche possibilità di distinguersi come "Collettivo di lavoro socialista" (Kollektiv der sozialistischen Arbeit).

## Organizzazione

### Struttura
La DSF era strutturata in unità di base, organizzazioni distrettuali e in un consiglio eletto durante il Congresso quinquennale con un presidente e un segretario generale. Il Consiglio aveva la sua sede a Berlino-Mitte nel quartier generale della DSF, nel Palais am Festungsgraben, fino al 1981, e successivamente si trasferì in Mohrenstraße 63.
Dal 1947 al 1964, la DSF aveva un proprio editore di libri e riviste, Kultur und Fortschritt, che pubblicava traduzioni di opere della letteratura sovietica, oltre alle riviste Sowjetwissenschaft ("Scienza sovietica"), Presse der Sowjetunion ("Stampa dell'Unione Sovietica") e Freie Welt ("Mondo libero").

### Presidenti
- 1947–1950: Jürgen Kuczynski
- 1950–1958: Friedrich Ebert junior
- 1958–1962: Georg Handke
- 1963–1968: Johannes Dieckmann
- 1968–1978: Lothar Bolz
- 1978–1989: Erich Mückenberger (dal 1963, membro del Presidium)
- 1990–1992: Cyrill Pech

## Curiosità
- Nel 2006, secondo le ricerche dello storico Hubertus Knabe, c'erano ancora 48 strade nella Germania dell'Est denominate Straße der DSF[8]
- Il nome del gruppo di musica elettronica Deutsch-Amerikanische Freundschaft ("Amicizia tedesco-americana") è un richiamo alla DSF